# Rembrandt (film)
Rembrandt er en dansk kupfilm fra 2003, instrueret af Jannick Johansen efter et manuskript af ham selv og Anders Thomas Jensen, og inspireret af en virkelig begivenhed.

## Medvirkende
- Lars Brygmann som Mick
- Jakob Cedergren som Tom
- Nikolaj Coster Waldau som Kenneth
- Nicolas Bro som Jimmy
- Ole Ernst som Frank
- Gordon Kennedy som Christian
- Ulf Pilgaard som Flemming
- Søren Pilmark som Bæk
- Sonja Richter som Trine
- Paprika Steen som Charlotte
- Troels Lyby
- Michael Larsen II som Gæst på stripbar
- Thomas Waern Gabrielsson som Erik
- Nikolaj Lie Kaas som Carsten
- Mogens Holm som Tysk chauffør
- Niels Vandrefalk Andersen som Museumsdirektør
- John Martinus som Museumskustode
- Søren Poppel som Allan Rocker
- Jeppe Kaas som Kriminalassistent
- Anne Sofie Espersen som Bartender
- Merete Nørgaard som Kvindelig fængselsbetjent
- Søren Thomsen som Ældre fængselsbetjent
- David Bateson som Stor mand
- Stig Günther som Standin for Lars Brygmann
- Janek Lesniak som Standin for Nikolaj Coster Waldau
- Thomas Gammeltoft som Bums
- Lasse Rimmer som Jeopardyvært
- Asger Gottlieb som Hollænder
- Patrick O'Kane som Nigel
- Martin Wenner som Toby
- Michael Fabricius Sand som Johansen
- Lars Phister som Yngre fængselsbetjent
- Kenth Rosenberg som Stor mand
- Toshihito Inoue som Japaneren
- Morten Lundholm som Håndlanger til japaneren
- Yuesong Fan som Håndlanger til japaneren
- Lotte Mejlhede som Nyhedsoplæser
- Pascal Lubrano som Pornomodel
- Paw Eriksen som Pornomodel